# Ștei-Arieșeni, Alba
Ștei-Arieșeni este un sat în comuna Arieșeni din județul Alba, Transilvania, România.